# عمران سعيد
عمران سعيد(ولد في 10 نوفمبر 1995 ) لاعب كرة قدم نيجيري من مواليد السعودية و يلعب في الهجوم.
مثل نادي الشعلة ووقع معهم مطلع عام 2016 و انتقل إلى نادي الطائي في صيف 2016 و عاد إلى نادي الشعلة مطلع عام 2017 و وقع مع نادي الوطني مطلع عام 2018 و لعب بعدها مع نادي الغزوة و نادي الأنوار و نادي التسامح.

## روابط خارجية
- عمران سعيد على موقع Soccerway.com (الإنجليزية)